# مه‌لقا باقری
مه‌لقا باقری (زادهٔ ۲۵ خرداد ۱۳۶۰) بازیگر و کارگردان تئاتر اهل ایران است. عمدهٔ فعالیت او در تئاتر بوده و برایش جوایزی نیز کسب کرده است. نخستین نقش تلویزیونی باقری در سال ۱۳۸۴ با حوض فیروزه بود و در سال ۱۳۸۵ با سریال باغ مظفر اثر مهران مدیری شناخته شد. او در سریال قهوه تلخ و برنامه دورهمی بار دیگر با مدیری کار کرد.

## زندگی
وی فارغ‌التحصیل رشتهٔ کارشناسی کارگردانی تئاتر از دانشگاه سوره (۱۳۸۲–۱۳۷۸) و فوق لیسانس کارگردانی تئاتر از دانشگاه تربیت مدرس (۱۳۸۵) است. او همچنین بیش از ۱۲ سال به صورت حرفه‌ای در حوزه کارگردانی و بازیگری تئاتر فعالیت دارد و در جشنواره‌های داخلی و خارجی در کشورهایی نظیر فرانسه، روسیه، اسپانیا حضور داشته است. وی در زمینه طراحی حرکات موزون و دستیار کارگردانی تئاتر نیز فعالیت دارد. در سری اول مجموعه دورهمی در نقش همسر قیمت ایفای نقش نمود.
باقری در سال ۱۳۸۴، در ۲۴ سالگی، با جواد عزتی، ازدواج کرد. او شش ماه از عزتی بزرگ‌تر است.

## فیلم‌شناسی

### فیلم
| سال  | عنوان          | نقش        | کارگردان         | یادداشت    |
| ---- | -------------- | ---------- | ---------------- | ---------- |
| ۱۴۰۲ | هتل            | ستاره شرقی | سید مسعود اطیابی |            |
| ۱۴۰۱ | پرونده باز است |            | کیومرث پوراحمد   |            |
| ۱۳۹۶ | آینه بغل       | مژگان      | منوچهر هادی      |            |
| ۱۳۹۷ | پیاده          |            |                  | فیلم کوتاه |
| ۱۳۹۹ | شیشلیک         | مدیر مدرسه | محمدحسین مهدویان |            |
| ۱۳۹۸ | شنای پروانه    | افسانه     | محمد کارت        |            |
| ۱۳۹۸ | شهربانو        | صداپیشه    | مریم بحرالعلومی  |            |
| ۱۳۹۸ | بزرگراه        |            |                  |            |

### تلویزیون
| سال  | عنوان           | نقش   | کارگردان      | یادداشت        |
| ---- | --------------- | ----- | ------------- | -------------- |
| ۱۴۰۱ | حکم رشد         |       | سعید نعمت‌الله |                |
| ۱۳۹۶ | دورهمی          |       | مهران مدیری   |                |
| ۱۳۹۵ | کتاب باز        | مهمان | سروش صحت      |                |
| ۱۳۹۴ | دردسرهای عظیم ۲ |       | برزو نیک‌نژاد  |                |
| ۱۳۹۲ | وقت بزرگ شدنه   |       |               | فیلم تلویزیونی |
| ۱۳۹۰ | اشک انار        |       |               | فیلم تلویزیونی |
| ۱۳۹۰ | راه دررو        |       | سعید آقاخانی  |                |
| ۱۳۸۵ | باغ مظفر        |       | مهران مدیری   |                |
| ۱۳۸۴ | حوض فیروز       |       |               |                |

### نمایش خانگی
| سال       | عنوان       | نقش           | کارگردان         | یادداشت                 |
| --------- | ----------- | ------------- | ---------------- | ----------------------- |
| ۱۴۰۲      | نیسان آبی ۲ |               | مسعود اطیابی     | پخش در پلتفرم فیلیمو    |
| ۱۴۰۱      | یاغی        |               | محمد کارت        | پخش در پلتفرم فیلیمو    |
| ۱۴۰۰      | هفت         | وکیل گروه هفت | کیارش اسدی‌زاده   | پخش در پلتفرم تماشاخونه |
| ۱۴۰۰      | زخم کاری    | مهناز         | محمدحسین مهدویان | پخش در پلتفرم فیلیمو    |
| ۱۳۸۹–۱۳۹۱ | قهوه تلخ    |               | مهران مدیری      |                         |

### تئاتر
| سال  | عنوان                                                    | مکان                                   | کارگردان           |
| ---- | -------------------------------------------------------- | -------------------------------------- | ------------------ |
| ۱۴۰۲ | سیاه خال                                                 | تئاتر شهر                              | محسن اردشیر        |
| ۱۴۰۲ | گناه مشترک                                               | پردیس تئاتر شهرزاد                     | ماهیار چرمچی       |
| ۱۴۰۲ | ط                                                        | تماشاخانه ایرانشهر                     | مجید رحمتی         |
| ۱۴۰۰ | شتر مرغ                                                  | تماشاخانه شهرزاد                       | محمد لهراسبی       |
| ۱۳۹۸ | بوقلمون                                                  | تماشاخانه ایرانشهر سالن استاد سمندریان | خیرالله تقیانی پور |
| ۱۳۹۸ | هوس و هفت دقیقه                                          | عمارت نوفل‌لوشاتو                       | علیرضا مهران       |
| ۱۳۹۶ | زندانی خیابان دوم                                        | تماشاخانه ایرانشهر سالن استاد سمندریان | مه‌لقا باقری        |
| ۱۳۹۵ | ننه دلاور و فرزندانش                                     | تئاتر شهر                              | امیر دژاکام        |
| ۱۳۹۵ | خروس می‌خواند                                             | تماشاخانه ایرانشهر                     | شهرام کرمی         |
| ۱۳۹۴ | دو روی روایت نادری (۳۴ امین جشنواره بین‌المللی تئاتر فجر) | تماشاخانه سنگلج                        | جواد نوری          |
| ۱۳۹۲ | من میخوام حقیقتو بگم (نمایش خوان)                        | تالار وحدت                             | مریم بیدختی        |
| ۱۳۸۷ | زندانی خیابان دوم                                        | تالار اصلی مولوی                       | مهدی گلیج          |
| ۱۳۸۱ | ربات‌های مین یاب                                          | خیابان امیرکبیر                        | محسن حسینی         |
| ۱۳۸۱ | آرش                                                      | تالار مولوی                            | روح‌الله صدیقی      |
| ۱۳۸۱ | مرثیه‌ای برای یک خانم                                     | فرهنگسرای ارسباران                     | مه‌لقا باقری        |
| ۱۳۸۱ | میمون میمون است                                          | پلاتوی مرکزی دانشگاه سینما تئاتر تهران | مه‌لقا باقری        |

## جوایز و نامزدی‌ها
- کسب جایزه سوم کارگردانی از جشنواره تئاتر دانشجویی فجر برای نمایش ساحره سوزان (۱۳۸۱)
- کسب جایزه دوم بازیگری از جشنواره تئاتر دانشجویی فجر برای نمایش مارون (۱۳۸۲)
- جایزه اول بازیگری زن در کشور روسیه (مسکو) برای نمایش خواستگاری به کارگردانی اسماعیل شفیعی (۱۳۸۷)
- کسب جایزه بهترین بازیگر زن در جشنواره تئاتر فجر برای بازی در نمایش بوقلمون (۱۳۹۳)[۹]